# Jama Golubinka
Jama Golubinka este o arie protejată (sit de importanță comunitară — SCI) din Croația întinsă pe o suprafață de 110,02 ha, integral pe uscat.

## Localizare
Centrul sitului Jama Golubinka este situat la coordonatele 43°41′54″N 16°09′31″E / 43.698357°N 16.158692°E.

## Înființare
Situl Jama Golubinka a fost declarat sit de importanță comunitară în iulie 2013 pentru a proteja 1 specie de animale.

## Biodiversitate
Situată în ecoregiunea mediteraneană, aria protejată conține 1 habitat natural: Peșteri inaccesibile publicului.
La baza desemnării sitului se află o specie protejată de  amfibieni: proteu de peșteră (Proteus anguinus).